# 李成瑞 (书法家)
李成瑞（1978年—）是一位中国山西书法家、篆刻家。曾随马世晓、高智学习书法和古文字。出版有《自叙帖》、《廉颇蔺相如传》、《衡方碑》、《曹全碑》的临摹作品。作品以草书为多，最擅长狂草。